# 1920 a sportban
1920 főbb sporteseményei a következők voltak:

## Események

### Határozott dátumú események
- április 20.–szeptember 12. – VII. nyári olimpiai játékok megrendezése Antwerpen-ben, 29 ország sportolóinak részvételével.

### Határozatlan dátumú események
- Az MTK nyeri az NB1-et.
- Az 1920-as evezős-Európa-bajnokságon a kormányos nélküli kettes és a kormányos nélküli négyes egészíti ki a repertoárt.[1]

## Születések
- ? – Ádám Zoltán, magyar labdarúgó, csatár
- ? – Zágon Miklós, magyar evezős, olimpikon († ?)
- január 13.
  - Baranyai László, olimpiai bronzérmes magyar tornász († 1984)
  - Knut Nordahl, olimpiai bajnok svéd válogatott labdarúgó († 1984)
- január 23. – Henry Eriksson, olimpiai bajnok és Európa-bajnoki ezüstérmes svéd középtávfutó († 2000)
- február 2. – John Russell, olimpiai bronzérmes amerikai lovas († 2020)
- február 7. – Giovanni Corrieri, olasz kerékpárversenyző († 2017)
- április 3. – Nida Senff, olimpiai bajnok holland úszó († 1995)
- április 6. – Jacques Noël, olimpiai és világbajnok francia tőrvívó († 2004)
- április 18. – Ács Ilona, magyar úszó, olimpikon († 1976)
- április 24. – Dixie Howell, World Series bajnok amerikai baseballjátékos († 1990)
- május 14. – Hegedűs Frigyes, magyar öttusázó, edző, sportvezető († 2008)
- május 25. – Arthur Wint, olimpiai bajnok jamaikai atléta († 1992)
- július 21. – Gunnar Thoresen, norvég válogatott labdarúgó († 2017)
- augusztus 1. – Sammy Lee, kétszeres olimpiai bajnok amerikai műugró († 2016)
- augusztus 18. – David Lacy-Scott, angol krikettjátékos († 2020)
- augusztus 20. – Szívós István, olimpiai és Európa-bajnok magyar vízilabdázó, úszó, edző († 1992)
- október 31.
  - Gunnar Gren, olimpiai bajnok és világbajnoki ezüstérmes svéd válogatott labdarúgó, edző († 1991)
  - Fritz Walter, német labdarúgó († 2002)
- november 5. – Pascal Gnazzo, francia országútikerékpáros († 2019)
- november 11. – Rabbit Kekai, amerikai profi szörfös, a modern szörfözés egyik atyja († 2016)
- november 18. – Konsztantyin Ivanovics Beszkov, orosz válogatott labdarúgó, edző († 2006)
- november 4. – Val Heim, amerikai baseballjátékos († 2019)
- november 21. – Stan Musial, World Series-bajnok amerikai baseballjátékos, National Baseball Hall of Fame and Museum tag († 2013)

## Halálozások
| Halálozás      | Név             | Nemzetiség, sportág, eredmények              | Születés |
| -------------- | --------------- | -------------------------------------------- | -------- |
| február 4.     | Ed Siever       | amerikai baseballjátékos                     | 1875     |
| február 6.     | Jack Lapp       | World Series bajnok amerikai baseballjátékos | 1884     |
| február 29.    | Ernie Courtney  | amerikai baseballjátékos                     | 1875     |
| március 18.    | Ralph Beardsley | amerikai autóversenyző                       | 1891     |
| június 5.      | Charles Jensen  | olimpiai bronzérmes dán tornász              | 1885     |
| augusztus 12.  | Elmer Horton    | amerikai baseballjátékos                     | 1866     |
| augusztus 17.  | Ray Chapman     | amerikai baseballjátékos                     | 1891     |
| szeptember 11. | Bill Hallman    | amerikai baseballjátékos                     | 1867     |
| december 9.    | George Browne   | World Series bajnok amerikai baseballjátékos | 1876     |